# Parafia św. Jana Chrzciciela i św. Stanisława BM w Stanisławowie
Parafia Świętego Jana Chrzciciela i Świętego Stanisława BM w Stanisławowie – parafia rzymskokatolicka należąca do dekanatu stanisławowskiego, diecezji warszawsko-praskiej, metropolii warszawskiej Kościoła katolickiego. Erygowana w 1525.

## Obszar parafii
W granicach parafii znajdują się miejscowości: Kąty-Borucza, Kąty-Miąski, Kąty-Wielgi, Kolonie Stanisławów, Legacz, Lubomin, Ładzyń, Mały Stanisławów, Ołdakowizna, Papiernia, Porąb (oprócz Marcelina), Poręby Leśne, Prądzewo-Kopaczewo, Retków, Rządza, Sokóle, Stanisławów, Suchowizna, Wólka Czarnińska, Wólka Piecząca, Zalesie.